# Projeto Roșia Montană

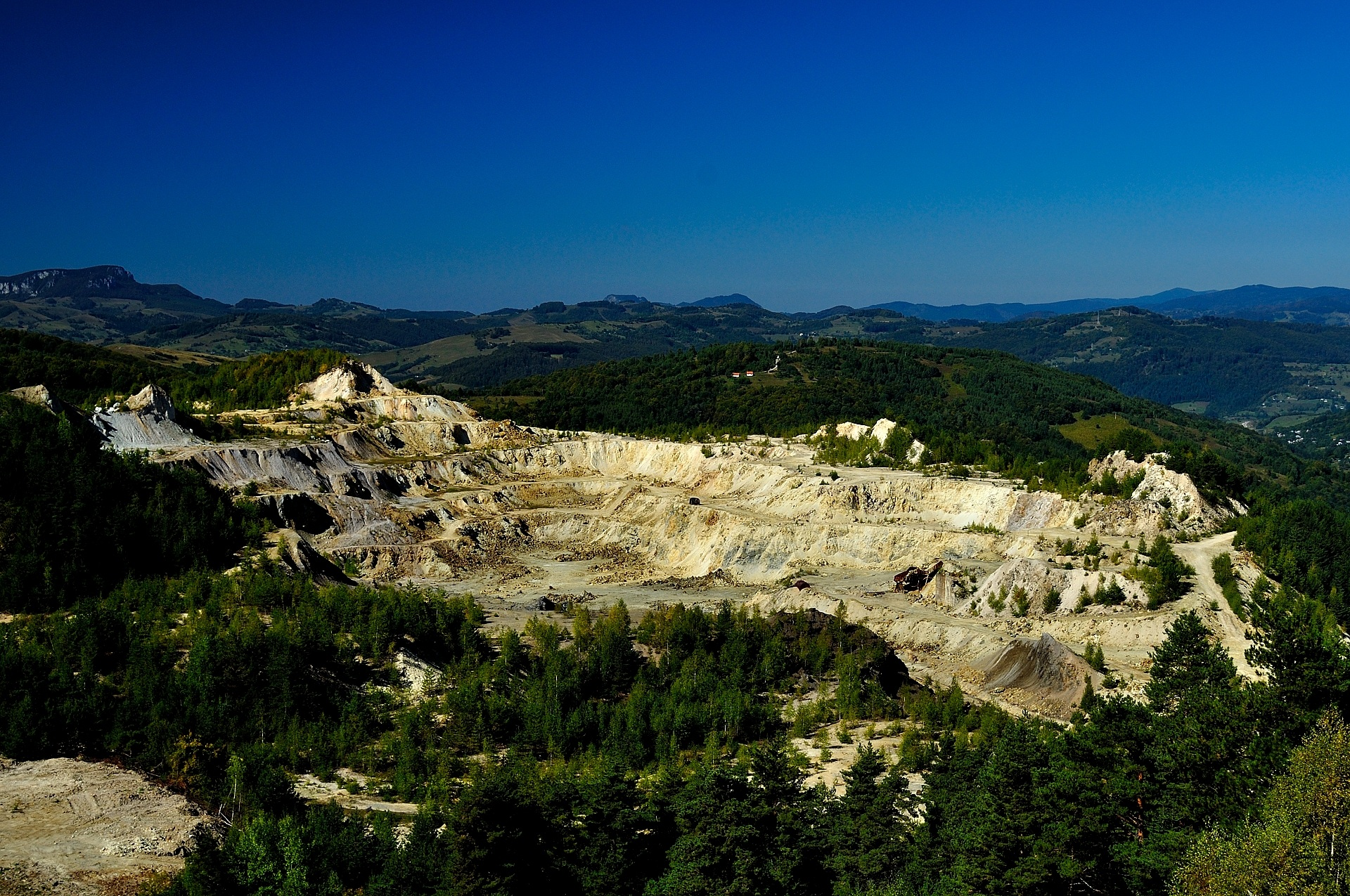
Mina de ouro a céu aberto Citadel

Projeto Roşia Montană foi um projeto de mineração de ouro e prata iniciado pela Roșia Montană Gold Corporation em Roşia Montană, na Romênia. Se aprovado, se tornaria a maior mina de ouro a céu aberto da Europa  e usaria a técnica de mineração de cianetação de ouro.
O projeto encontrou uma resistência significativa de grupos ambientalistas e de países europeus vizinhos, culminando em protestos em todo o país por milhares de pessoas a partir de setembro de 2013.
Vários habitantes locais se recusaram a vender suas propriedades para a Roşia Montană Gold Corporation e, para que o projeto comece, o estado precisaria exercer desapropriação. 